# 徐準 (乾隆進士)
徐準（?—?），字慕萊，號立亭，贵州遵義人，清朝官员、同進士出身。
乾隆四十五年（1780年）清高宗七旬庚子恩科進士，三甲九十六名，改翰林院庶吉士，散館授檢討，升福建道監察御史，轉兵科掌印給事中，任台灣道。